# Finale della Coppa d'Asia 2000
La finale della Coppa d'Asia 2000 si disputò il 20 ottobre allo Stadio Città dello sport Camille Chamoun nella capitale libanese di Beirut, tra le nazionali di Giappone e Arabia Saudita. A vincere la finale furono i nipponici, che vinsero 1-0 e ottennero il loro secondo trofeo nella massima competizione tra nazionali maschili asiatiche.

## Le squadre
| Squadra        | Finali (o spareggi) disputate in precedenza (il grassetto indica la vittoria) |
| -------------- | ----------------------------------------------------------------------------- |
| Giappone       | 1 (1992)                                                                      |
| Arabia Saudita | 4 (1984, 1988, 1992, 1996)                                                    |

## Cammino verso la finale
L'Arabia Saudita e il Giappone vennero assegnate nel gruppo C insieme a Qatar e Uzbekistan; in quel gruppo, tutte le partite si sarebbero tenute a Sidone, tranne l'ultima che si sarebbe svolta allo Stadio Città dello Sport Camille Chamoun di Beirut. La prima partita del girone, svoltasi il 14 ottobre, fu proprio tra sauditi e nipponici, e finì con la vittoria degli ultimi: questi si portarono in vantaggio al 22° con Atsushi Yanagisawa, raddoppiando un quarto d'ora dopo con Naohiro Takahara; nella ripresa, Hiroshi Nanami e Shinji Ono segnarono altri due gol, e i sauditi ne ottennero uno solo grazie a un autogol del capitano Ryuzo Morioka al 90°. Qatar e Uzbekistan si divisero invece la posta in palio: al gol di Al-Balooshi al 60° rispose quello di Kasimov al 73°.
Tre giorni dopo, il Giappone affrontò l'Uzbekistan e concluse con uno strepitoso 8-1, con le marcature aperte al 7° da Hiroaki Morishima, seguito da una tripletta di Nishizawa e Takahara, e concluse con la rete di Kitajima al 78; l'unico gol uzbeko fu di Sergey Lushan al 28°. L'Arabia Saudita fu invece bloccata da un roccioso Qatar, che portò a casa uno 0-0 e concluse la giornata con un altro pareggio.
Il 20 ottobre si svolse l'ultima giornata del girone, e anche stavolta l'Uzbekistan fu umiliato, stavolta dai sauditi, che aprirono le marcature con Marzouk Al-Otaibi, le proseguirono con una tripletta di Mohammad Al-Shalhoub e le conclusero con Nawaf Al-Temyat, concludendo un 5-0 che assicurò la qualificazione saudita e l'eliminazione uzbeka. Il Giappone già qualificato concluse invece con un 1-1 contro il Qatar nell'unica partita svoltasi a Beirut: al gol di Al-Obaidaly al 22°, i nipponici risposero con Nishizawa al 60°, il che non intaccò comunque un primo posto dei Dragoni. I qatarioti finirono al terzo posto, con tre pareggi su tre partite, ma si qualificarono ai quarti in qualità di secondo tra i migliori terzi.
Ai quarti, il 24 ottobre il Giappone e l'Arabia Saudita giocarono uno dopo l'altra a Beirut. I nipponici affrontarono l'Iraq, secondo nel gruppo A, e lo batterono per 4-1: dopo il gol di Abbas Obeid al 4°, i Samurai rimontarono con Nanami e Takahara in tre minuti, a cui seguì il secondo gol di Nanami a quasi mezz'ora e poi un gol di Myojin al 62°. I sauditi faticarono invece contro il Kuwait, secondo del gruppo B, e andarono inizialmente in vantaggio con Al-Temyat, salvo poi farsi rimontare in sei minuti nella ripresa da Bashad Abdullah e Al-Huwaidi; il gol di Al-Meshat al 72° permise però ai sauditi di crederci ancora, e una volta iniziati i supplementari servì il golden goal di Al-Temyat per avanzare alle semifinali, che si sarebbero svolte il 26 ottobre e sempre a Beirut.
Lì, anche stavolta i sauditi dovettero faticare per vincere, stavolta contro la Corea del Sud: dopo un primo tempo senza alcun goal, Al-Mashat segnò una doppietta tra il 76° e l'80°, vantaggio accorciato da Lee Dong-gook al primo di recupero. Non meno impegnativa fu la semifinale di tre ore dopo tra Cina e Giappone: dopo essere stati sotto di un gol per via di un'autorete di Fan Zhiyi al 21°, i Dragoni pareggiarono nove minuti dopo con Qi Hong; nella ripresa, Yang Chen portò la Cina in vantaggio ribaltando il risultato, ma il Giappone operò poi la sua controribalta cinque minuti dopo con il gol di Nishizawa seguita dalla rete di Myojin al 61°.

### Tabella riassuntiva del percorso
| Squadra        | Pt | G |
| -------------- | -- | - |
| Giappone       | 7  | 3 |
| Arabia Saudita | 4  | 3 |
| Qatar          | 3  | 3 |
| Uzbekistan     | 0  | 3 |

| Squadra        | Pt | G |
| -------------- | -- | - |
| Giappone       | 7  | 3 |
| Arabia Saudita | 4  | 3 |
| Qatar          | 3  | 3 |
| Uzbekistan     | 0  | 3 |

## Descrizione della partita
Al 10° minuti di gioco, il centrocampista nipponico Mochizuki commise fallo in area su quello avversario Al-Meshal, ma l'attaccante saudita Idris sbagliò il successivo rigore. I nipponici si avvicinarono al gol due volte con una duplice occasione dell'attaccante Takahara, prima che Mochizuki segnasse il gol dell'1-0 al 30° Al 42°, il Giappone sprecò l'opportunità del raddoppio dopo che Nakamura colpì la traversa.
Nel secondo tempo, toccò ai sauditi giocare in offensiva, spostando lo slancio a proprio favore. Il sostituti Al-Shalhoub e il centrocampista Al-Temyat sbagliarono entrambi dalla lunga distanza, poi, al 59°, lo stesso Al-Shalhoub costrinse il portiere giapponese Kawaguchi a parare in extremis. Cinque minuti dopo, Kawaguchi parò un colpo di testa di Al-Meshal. All'82°, l'attaccante nipponico Yanagisawa entrò in gioco al posto di Takahara, ammonito, salvo poi cedere il posto a Oku dopo soli otto minuti di gioco, sostituto che avrebbe poi preso anche lui un cartellino giallo. All'87°, Kawaguchi si tuffò alla sua destra per parare un tiro dai 25 metri di Al-Temyat, in quello che fu definita "la miglior parata della partita".
La partita finì comunque 1-0 per il Giappone, il cui titolare Kawaguchi fu nominato come Man of the Match, o uomo partita.

## Tabellino
| Arbitro: | Ali Bujsaim |

|               |           |  |
| Mochizuki 30’ | Marcatori |  |

| Giappone | Arabia Saudita |

| GK                 | 1  | Yoshikatsu Kawaguchi |             |         |
| CB                 | 3  | Naoki Matsuda        |             |         |
| CB                 | 4  | Ryuzo Morioka (c)    | Ammonizione |         |
| CB                 | 6  | Toshihiro Hattori    |             |         |
| RM                 | 8  | Shigeyoshi Mochizuki | Ammonizione |         |
| CM                 | 24 | Tomokazu Myojin      |             |         |
| CM                 | 10 | Hiroshi Nanami       |             |         |
| LM                 | 14 | Shunsuke Nakamura    |             |         |
| AM                 | 12 | Hiroaki Morishima    |             | 89’     |
| CF                 | 9  | Naohiro Takahara     | Ammonizione | 80’     |
| CF                 | 29 | Akinori Nishizawa    |             |         |
| Sostituzioni:      |    |                      |             |         |
| MF                 | 15 | Daisuke Oku          | Ammonizione | 88’     |
| MF                 | 30 | Shinji Ono           |             | 89’     |
| FW                 | 13 | Atsushi Yanagisawa   |             | 80’ 88’ |
| Allenatore:        |    |                      |             |         |
| Philippe Troussier |    |                      |             |         |

| GK              | 1  | Mohamed Al-Deayea          |             |     |
| CB              | 3  | Mohammed Al-Khilaiwi       |             |     |
| CB              | 12 | Ahmad Al-Dokhi             |             |     |
| CB              | 13 | Saleh Al-Saqri             |             |     |
| RM              | 9  | Sami Al-Jaber              |             |     |
| CM              | 16 | Fouzi Al-Shehri            |             | 72’ |
| CM              | 17 | Abdullah Al-Waked          |             |     |
| LM              | 18 | Nawaf Al-Temyat            |             |     |
| AM              | 23 | Ahmed Khalil Al-Dosari (c) | Ammonizione |     |
| CF              | 19 | Hamzah Idris               |             | 46’ |
| CF              | 29 | Talal Al-Meshal            |             |     |
| Sostituzioni:   |    |                            |             |     |
| MF              | 20 | Mohammad Al-Shalhoub       |             | 46’ |
| MF              | 14 | Marzouk Al-Otaibi          |             | 72’ |
| Allenatore:     |    |                            |             |     |
| Nasser Al-Johar |    |                            |             |     |